# 王品茜
王品茜（？—），臺灣的畫廊經營者與藝術策展人，「isart gallery 御書房藝廊」總監。「isart gallery 御書房藝廊」前身為「御書房生活藝術空間」，是臺灣第一間線上藝廊平台。

## 生平
王品茜母親為高雄生活藝術空間「御書房生活藝術空間」的創辦人。該空間設於1984年，經常給當地藝術家辦展覽、並收藏多項藝術品。據王品茜自述，她12歲在巴黎旅遊時，在龐畢度中心見到伊夫·克莱因的《國際克萊因藍》而受觸動，決定投身藝術行業。長大後，王品茜前往美國密西根大學讀書，而後回到臺灣。
王品茜把自己對藝術的理念形容為「藝術融入生活」。她進一步闡述自己對藝術的看法：
……不僅是一種語言，它超越了文字及口述表達，能很誠實且直接給予感官豐富訊息，是一種能立即引起共鳴與感動的傳達感受方式。這樣的美好事物，應該要更自然且無時不刻地存在我們的生活裡。
王品茜回到臺灣後，著手改變御書房藝廊的運作。2011年，王品茜成立臺灣第一間線上藝廊平台「isart gallery御書房藝廊」。她後來說明自己創立線上藝廊的初衷，是希望縮短一般人因不熟悉價格，而對藝廊產生的距離感外，同時迎合網路發展下的宅經濟需求。王品茜之後針對藝廊做出一連串轉型，是為2.0版。2024年，再度進入第三階段轉型，嘗試重新思考藝術空間及藝廊功能的可能性，她表示，3.0版本將藝廊本身視為藝術品，延續其『藝術全民化』的理念。新空間的家具與擺設亦由藝術家創作，旨在模糊藝術品與展示空間之間的界線，提供觀眾多元的觀展體驗。空間設計者為策展人丁春誠。另外，王品茜也在2024年代表「isart Gallery御書房藝廊」參加首爾藝博會Kiaf SEOUL。
除了經營畫廊外，王品茜也擔任過策展人。其主要的策劃展覽有：2019年張子晴、郝經芳、王令杰在上海當代藝術博覽會的「三原色」；同年的喜願基金會募款活動；以及2020年的張子晴個展「名人故事」。 2021-2022 曾擔任台北101藝術達人講師。

## 延伸閱讀
- mensunotw. . MEN'S UNO. 2025-02-20.
- Tatler Taiwan. . Tatler Asia. 2021-01-20.
- 蘇璽文. . 經濟日報 (聯合報系). 2024-12-17.

## 外部連結
- isart gallery 御書房藝廊官方網站
- 王品茜個人 instagram